# Rob Spallone

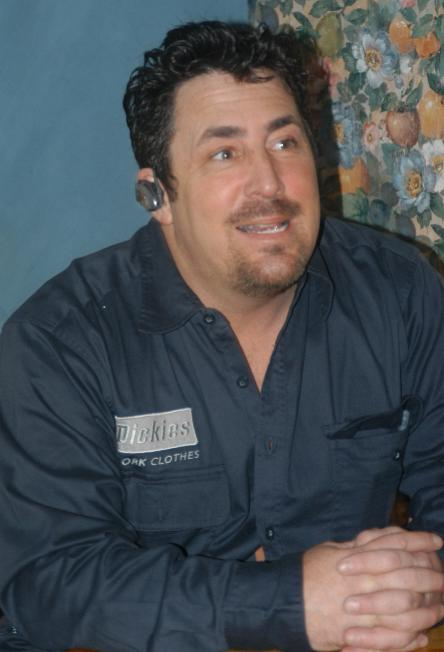
Rob Spallone

Rob Spallone é um diretor de filme pornográfico. Iniciou sua carreira na indústria de filmes adultos em 1999.

## Prêmios
- 2001 AVN Award – Best Non-Sex Performance (Filme ou Vídeo) – The Sopornos[2]